# Magenbrot
Il Magenbrot è un piccolo biscotto, dolce e glassato, che ha con il pan di zenzero molte somiglianze. Il nome del dolciume significa letteralmente pane-stomaco date le sue presunte capacità di favorire la digestione. La ricetta è originaria della Germania meridionale e della Svizzera ed è generalmente venduta in tutta Europa nei mercatini di Natale. È conosciuto con vari nomi, come Lebkuchen, Honigkuchen, Gewürzkuchen, Kräuterbrot; un tempo era noto anche come Alpenkräuter-Brot ("pane di erbe alpine").

## Aspetto e composizione

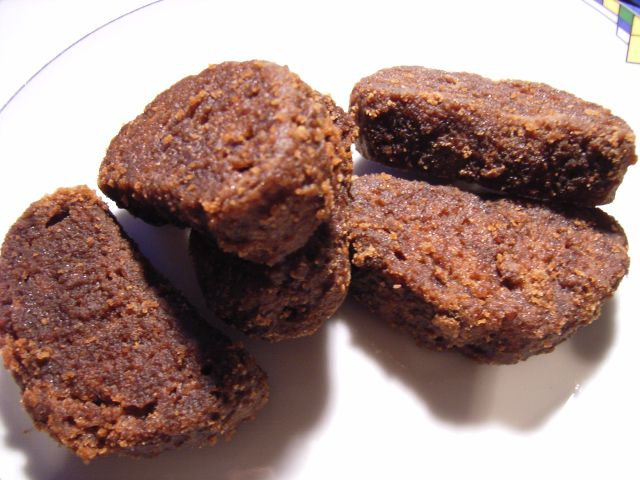
Magenbrot nella versione svizzera

Il magenbrot è conosciuto per la sua forma a diamante e per il colore marrone scuro. L'impasto è fatto con farina di frumento, bicarbonato di sodio, anice stellato, cannella, chiodo di garofano e noce moscata e dolcificato con miele e zucchero. Per aromatizzare sono utilizzati anche arancia candita, buccia di limone e nocciole. Alcuni tipi di Magenbrot sono ricoperti da una glassatura al cacao. Il tempo di preparazione è generalmente di due giorni. L'impasto infatti è preparato il giorno prima della cottura per consentire una adeguata miscelazione degli ingredienti, per poi essere tagliato in piccoli pezzi e infornato.